# Органная симфония № 5 (Видор)
Органная симфония № 5 (фр. Symphonie V pour orgue) фа минор, соч. 42, № 1 — композиция Шарля-Мари Видора, написанная им в 1878 году. Первая часть произведения была впервые исполнена 27 февраля 1879 года в Париже на открытии нового органа. Композиция была впервые опубликована Юлианом Амелем в июне 1879 года вместе с органной симфонией № 6.

## Структура
Произведение имеет пять частей:
1. Allegro vivace
2. Allegro cantabile
3. Andantino quasi allegretto
4. Adagio
5. Toccata

Примерная продолжительность симфонии составляет около 35 минут.

### Пятая часть
Композиция наиболее известна по пятой части (в фа мажоре), которую часто именуют просто «Токкатой Видора». Она длится около шести минут. Популярность токкаты отчасти связана с её многократным использованием на свадебных церемониях в западных странах.
Мелодия этой пьесы основана на обыгрывании быстрых арпеджио, которые образуют фразы ― первоначально в фа мажоре, далее в до мажоре, затем в соль мажоре и так далее по квинтам вниз. Каждая фраза составляет один такт. Мелодию дополняют синкопированные аккорды, образующие акцентированный ритм на фоне однообразных арпеджио в правой руке. Музыкальные фразы подчёркиваются нисходящей педальной партией, часто начинающейся с седьмой ступени тональности, в которой звучит мелодия. Арпеджио в конечном итоге «проходят» через все двенадцать мажорных тональностей. Токката (а вместе с ней и вся симфония) завершается аккордами fortississimo в последних трёх тактах.
После создания Видором Пятой симфонии токката стала популярным жанром во французской органной музыке периода романтизма; примеру композитора последовали Эжен Жигу, Леон Бёльман, Луи Вьерн, Анри Мюле и Марсель Дюпре.